# Парламентские выборы в Лихтенштейне (1930)
Парламентские выборы в Лихтенштейне проходили 16 марта 1930 года. В результате правящая Прогрессивная гражданская партия одержала победу, получив все 15 мест Ландтага. Эти выборы стали стимулом для обсуждения вопроса о введении пропорциональной избирательной системы, которая была введена в 1939 году.

## Результаты
| Партия                              | Партия                                 | Голосов | %   | Мест | +/– |
| ----------------------------------- | -------------------------------------- | ------- | --- | ---- | --- |
|                                     | Прогрессивная гражданская партия       |         |     | 15   | +4  |
|                                     | Христианско-социальная народная партия |         |     | 0    | –4  |
| Всего                               | Всего                                  | 1,343   | 100 | 15   | 0   |
| Зарегистрированных избирателей/Явка | Зарегистрированных избирателей/Явка    |         |     | –    | –   |
| Источник: Nohlen & Stöver           |                                        |         |     |      |     |